# Lijst van tropische zoetwateraquariumvissen
Dit is een lijst van vissen die gehouden kunnen worden in een tropisch zoetwateraquarium. De gegeven 'Nederlandse' namen zijn deels triviale namen.

## A
- Afrikaanse rugzwemmer (Synodontis nigriventris)
- Aequidens rivulatus (tegenwoordig Andinoacara rivulatus)
- Angolabarbeel (Barbus barilioides)
- Antennebaarsje (Mikrogeophagus ramirezi)
- Antennemeerval (Ancistrus dolichopterus) zie Borstelneus
- Argusvis (Scatophagus argus astromaculatus)
- Arowana (Osteoglossum bicirrhosum)

## B
- Baardmeerval (Synodontis schoutedeni)
- Banjomeerval (Bunocephalus coracoideus)
- Bijlzalm (Thoracocharax securis)
- Bijtje (Brachygobius xanthozona)
- Black Molly (Poecilia Sphenops)
- Blauwe gularis (Aphyosemion sjoestedti)
- Blauwe neon (Paracheirodon simulans)
- Blauwe spat (Trichogaster trichopterus sumatranus)
- Blinde holenvis (Astyanax fasciatus fasciatus)
- Bloedvlektetra (Hyphessobrycon erythrostigma)
- Borelli's dwergcichlide (Apistogramma borellii)
- Borstelneus (Ancistrus dolichopterus)
- Bronzalm (Crenuchus spilurus)
- Bronzen pantsermeerval (Corydoras aeneus)
- Bruine dwergmeerval (Ameiurus nebulosus)

## C
- Chocoladegoerami (Sphaerichthys osphromenoides)
- Citroencichlide (Cichlasoma citrinellum)
- Ceylonbarbeel (Barbus ticto)
- Clownbotia (Botia macracantha)
- Citroentetra (Hyphessobrycon pulchripinnis)
- Chinese danio (Tanichthys albonubes)
- Celebeszeilvis (Telmatherina ladigesi)

## D
- Diamantgoerami (Trichogaster leeri)
- Diamantzalm (Moenkhausia pittieri)
- Diepzalm (Ctenobrycon spilurus)
- Diklipgoerami (Colisa labiosa)
- Discus (Symphysodon aequifasciatus)
- Dwerggoerami (Colisa lalia)
- Dwergkempvis (Betta imbellis)
- Dwergrasbora (Rasbora maculata)
- Dwergzonnebaars (Elassoma evergladei)
- Dwarsbandsnoekje (Epiplatys dageti)
- Driestreepglasmeerval (Eutropiellus buffei)

## E
- Eilandbarbeel (Barbus oligolepis) (ook wel sumatrabarbeel genoemd)
- Endler of Endlers Levendbarende (Poecilia wingei)

## F
- Fluwelen juffertje (Dascyllus trimaculatus])

## G
- Guppy (Poecilia reticulata)
- Gestreepte kopstaander (Anostomus anostomus)
- Gestreepte modderkruiper (Botia striata)
- Goudvis (Carassius auratus)
- Gestipte steenkruiper (Gastromyzon punctulatus)
- Gestippelde pantsermeerval (Corydoras paleatus)
- Gestippelde baardmeerval (Synodontis multipunctatus)
- Gibbiceps (Pterygoplichthys gibbiceps)
- Gouddanio (Brachydanio albolineatus)
- Gouden vaandrager (Roloffia occidentalis)
- Gemarmerde bijlzalm (Carnegiella strigata strigata)
- Glasgrondeltje (Gobiopterus chuno)
- Groene neon (Hemigrammus hyanuary)

## H
- Honinggoerami (Trichogaster chuna, voorheen Colisa chuna)
- Haaienvinbarbeel (Barbus melanopterus)
- Hemelse pareldanio (Celestichthys margaritatus)
- Herculescichlide (Crenicara punctulata)
- Hoogvinkarper (Poecilia velifera)

## I
- Indische modderkruiper (Acanthophtalmus kuhlii)
- Indische algeneter (Gyrinocheilus aynomieri)
- Indische glasmeerval (Kryptopterus bicirrhis)

## J
- Jack Dempsey (Archocentrus octofasciatus)
- Japanse kleurkarper (Koikarper (Cyprinus carpio: Koi)

## K
- Kakadu-dwergcichlide (Apistogramma cacatuoides)
- Kardinaaltetra (Paracheirodon axelrodi)
- Kegelvlekbarbeel (Rasbora heteromorpha)
- Keizertetra (Nematobrycon palmeri)
- Kongozalm (Phenacogrammus interruptus)
- Kogelvis figuur 8 (Tetraodon biocellatus)
- Kogelvis congo (Tetraodon miurus)
- Kogelvis zuid america (Colomesus asellus)
- Kogelvis Hairy (Monotrete Baileyi)
- Kogelvis GSP (Tetraodon nigroviridis)
- Kogelvis Ceylon (Tetraodon fluviatilis)
- Kersenbuikcichliden (Pelvicachromis Pulcher)
- Kaap Lopez (Aphyosemion australe)
- Keizercichlide (Aulonocara hansbaenschi)
- Koperzalm (Hasemania nana)

## L
- Luipaardpantsermeerval (Corydoras julii)
- Langbaard-pantsermeerval (Dianema longibarbis)

## M
- Maanvis (Pterophyllum scalare)
- Muskietenvisje (Gambusia affinis en Gambusia holbrooki)
- Microrasboras Kubotai
- Microrasboras Nana
- Microrasboras Galaxy
- Microrasboras Gatesi

## N
- Neontetra (Paracheirodon innesi)
- Nyassacichlide (Melanochromis auratus)

## O
- Otocinclus affinis
- Olifantsvis (Gnathonemus petersii)

## P
- Papegaaivisje (Xiphophorus variatus)
- Paradijsvis (Macropodus opercularis)
- Pauwoogcichlide (Astronotus ocellatus)
- Pauwoogstekelrog of Zuid-Amerikaanse zoetwaterrog (Potamotrygon motoro)
- Piranha (Pygycentrus piraya)
- Platy (ook wel Plaatje) (Xiphoporus maculatus)
- Prachtbarbeel (Barbus conchonius)
- Peruzalm (Boehlkea fredcochui)
- Potloodvisje (Nannobrycon eques)
- Panchax (Pachypanchax playfairy)
- Prachtvin-kwastsnoek (Polypterus ornatipinnis)
- Pristella (Pristella maxillaris)
- Poecilia wingei

## R
- Rode cichlide (Hemichromis bimaculatus)
- Rode fantoomzalm (Megalamphodus sweglesi)
- Rode minor (Hemigrammus melanopterus)
- Rode rio (Hyphessobrycon flammeus)
- Roodgestreepte prachttandkarper (Aphyosemion striatum)
- Roodkopzalm (Hemigrammus bleheri)
- Roodoogzalm (Moenkhausia sanctaefilomenae)
- Roodvinbarbeel (Barbonymus schwanenfeldii)
- Roodvinzalm (Aphyocharax anisitsi)
- Roze tetra (Hyphessobrycon bentosi bentosi)
- Ruitvlekzalm (Hemigrammus caudovittatus)

## S
- Schubertibarbeel (ook wel brokaatbarbeel genoemd) (Barbus schuberti)
- Sherrybarbeel (Puntius titteya)
- Siamese algeneter (Gyrinocheilus aymonieri)
- Siamese kempvis (Betta splendens)
- Sikkelvlek-pantsermeerval (Corydoras hastatus)
- Sjabrak-pantsermeerval (Corydoras habrosus)
- Sleutelgatcichlide (Cleithracara maronii)
- Slijkspringer (Periophthalmus barbarus)
- Smaragdpantsermeerval (Brochis splendens)
- Staalblauwe vaandrager (Aphyosemion gardneri)
- Sterba's pantsermeerval (Corydoras sterbai)
- Stroomlijnpantsermeerval (Corydoras arcuatus)
- Sumatraan (Barbus tetrazona)

## V
- Vijfstreepbarbeel (Barbus pentazona)
- Vuurkeelcichlide (Thorichthys meeki)
- Vuurneon (Hemigrammus erythrozonus)
- Vuurstaartlabeo (Labeo bicolor)
- Vlindervis (Pantodon buchholzi)

## W
- Wimpelaal (Erpetoichthys calabaricus)
- Winde (Leuciscus idus)

## Z
- Zebravis (Brachydanio rerio)
- Zebracichlide (Cichlasoma nigrofasciatus)
- Zoenvis (Zoengoerami, Helostoma temminckii)
- Zilverbladvis (Monodactylus argenteus)
- Zwaarddrager (Xiphoporus helleri)
- Zwarte dwergmeerval (Ameiurus melas)
- Zwarte tetra (Gymnocorymbus ternetzi)
- Zwarte neon (Hyphessobrycon herbertaxelrodi)
- Zwarte fantoomzalm (Hyphessobrycon megalopterus) synoniem (Megalamphodus megalopterus)